# La Định
La Định (chữ Hán giản thể: 罗定市) là một thành phố cấp phó địa thuộc địa cấp thị Vân Phù, tỉnh Quảng Đông, Cộng hòa Nhân dân Trung Hoa. La Định nằm ở phía tây Quảng Đông. Thành phố  này có diện tích 2.327,5 km², trong đó khu vực đô thị trung tâm có diện tích 19 km². Dân số La Định năm 2001 là 1.090.000 người. Mã số bưu chính là 527200, mã vùng điện thoại là 0766. Chính quyền thành phố đóng ở trấn La Thành. Về mặt hành chính, thành phố này được chia thành 12 trấn.